# ネーレスハイム
ネーレスハイム (ドイツ語: Neresheim, ドイツ語発音: [ˈneːrəsha‿im]) は、ドイツ連邦共和国バーデン＝ヴュルテンベルク州シュトゥットガルト行政管区のオストアルプ郡に属す市である。

## 地理

### 位置
ネーレスハイムは、アーレンとネルトリンゲンとの間、シュヴェービッシェ・アルプ東部のヘルツフェルトの中心部に位置する。ネーレスハイムやその周辺には数多くの水源があり、ここから発したエーガウ川は約 40 km 先のディリンゲン近郊でドナウ川に注ぐ。

### 隣接する市町村
本市は、北はボプフィンゲンおよびリースビュルク、東はネルトリンゲン、エーダーハイム、フォルハイム（以上3市町村はバイエルン州ドナウ＝リース郡）、南はディシンゲン、ナットハイム、ハイデンハイム・アン・デア・ブレンツ（以上3市町村はハイデンハイム郡、西は郡庁所在地アーレンと境を接している。

### 市の構成
ネーレスハイム市は、かつて独立した町村であった以下の地区と、これらに付属する小集落、農場、住居群から構成されている: ドルフメルキンゲン、エルヒンゲン、ケージンゲン、ネーレスハイム、オーメンハイム、シュヴァインドルフ。

### 土地利用
| 土地利用種別面積 | 農業用地 | 森林   | 住宅地 | 産業用地 | 交通用地 | 水域  | レジャー用地 | その他 |
| ---------------- | -------- | ------ | ------ | -------- | -------- | ----- | ------------ | ------ |
| 面積 (km2)       | 59.74    | 47.08  | 1.76   | 0.64     | 5.95     | 0.24  | 0.33         | 2.78   |
| 占有率           | 50.4 %   | 39.7 % | 1.5 %  | 0.5 %    | 5.0 %    | 0.2 % | 0.3 %        | 2.3 %  |

州統計局の2015年現在のデータによる。

## 歴史

### 19世紀まで
この地域では古くから入植がなされていたが、ネーレスハイムは1095年の寄進状に初めて記録されており、1350年には「都市」に昇格した。1634年、三十年戦争の「ネーレスハイムの流血の夜」が起こり、ネーレスハイムの人口は 250人にまで減少した。本市は、その後再び復興していった。1796年にフランス軍がネーレスハイムを占領した。パリの凱旋門の銘文には、「1796年8月11日 ネーレスハイムの戦い」とこの街の名が記されている。
ネーレスハイムは4年間バイエルン王国に属した後、1810年にヴュルテンベルク王国領となり、オーバーアムト・ネーレスハイムの主邑として区裁判所や監獄が設けられ、後には病院や上級学校が開設された。オーバーアムトは1938年まで存続したが、この年に新たに創設されたアーレン郡に編入された。

### 20世紀
1900年、アーレンとディリンゲンとを結び、ネーレスハイムを営業の中心とするヘルツフェルト鉄道の建設が始まった。この鉄道は、狭軌（メーターゲージ）で、旅客輸送の他に、トゥルン・ウント・タクシスの森に囲まれたネーレスハイムからの木材輸送や採石場からの石灰石輸送に利用された。鉄道の営業は1972年に廃止されたが、一部区間は2001年に保存鉄道として営業が再開された。
1945年、農業を主体としていたこの街の人口約 900人の主邑は、それと同じ程度の人数の難民を受け容れなければならなかった。

### 市町村合併
バーデン＝ヴュルテンベルク州の地域再編に伴い、1971年1月1日にシュヴァインドルフとケージンゲンがこの街に合併した。1972年3月1日にドルフメルキンゲンが、同年5月1日にはエルヒンゲン・アウフ・デム・ヘルツフェルトが、1975年1月1日にはオーメンハイムが合併した。

### 市域の発展
1958年にヘルツフェルトは当時の州政府によって開発地域に指定され（ヘルツフェルト振興プログラム）、ネーレスハイムを中心とする市町村は、自治体の行政措置に大規模な振興策を盛り込んだ。なによりもまずインフラ整備が必要であった。特に水供給手段と汚水処理場を含む下水道施設が早急に整備され、次いで学校やスポーツ施設が新設あるいは改修された。
工業系企業の定着の試みはあまり成功せず、多くは数年後に挫折していった。それにもかかわらず、街の中心から外れたゾール住宅地では活発な建設が行われた。ネーレスハイムは学校があることから、ハイデンハイムやアーレンの工業系企業への通勤者に人気の住宅地となった。
街の中心部、本来のメインストリートは寂れて行き、一部が崩壊した。1980年からやっと、都市建設推進計画に基づく市庁舎の修復、マリエン広場やマルクト通りの再構成、倒壊しかけた建物の取り壊しや修復を含む都市再建が始まった。この再建はまだ完了していないが、中心街はすでに活気を取り戻している。一方、街の入り口の、ヘルツフェルトの中心部にあたる旧WAP社の敷地に小売チェーン店や商店の小さなコロニーが形成された。

## 住民

### 宗教
ネーレスハイムでは、ベネディクト修道院によってカトリックの信仰が深く根付いている。福音主義信者たち（主にオーバーアムトの役人として移住した人々）はわずかな人数ではあったが、精力的に活動し、市庁舎内（その後、フランツケ邸 - 現在のズッカーマン邸）に固有の礼拝室を獲得していた。主邑には2つのカトリックの教会堂がある。1970年代まで、カトリックの都市教区司祭は家や病院を訪ねて祈りを捧げた。彼らに会うと男性の通行人は帽子を脱いで、女性たちは跪いて挨拶したものであった。市内の各市区部にも固有の教会があり、その信仰に深く根ざしている。カトリック教会はいずれもロッテンブルク＝シュトゥットガルト司教区オストアルプ首席司祭区に属す。例外は元々福音主義のネルトリンゲンに属していたシュヴァインドルフで、この集落は教会があるヘルツフェルトにおける福音主義信者の「離島」であり、ネーレスハイムの数少ない福音主義信者も管轄していた。
第二次世界大戦後流入した難民によって福音主義者の比率は 25 % まで増加した。シュヴァインドルフの牧師ヴァーグナーによって最初の礼拝がなされた。その後1956年に副牧師のエーバーハルト・ガイアーが他の集落にも教区を拡げ、ゾールの兄弟・姉妹団の家（現在の福音主義奉仕団に属すザマリター会）を創設した。その後ガイアーは牧師となり、その経営的才能とエネルギーを教会の建設に注いだ。
ベネディクト会修道院は市議会に議席と投票権を有し、街の政治や発展に影響力を発揮していた。これは変化に対して慎重な姿勢をこの地域にもたらした。このため修道院は自然に親しむ人気の保養地の中心となっている。

## 行政

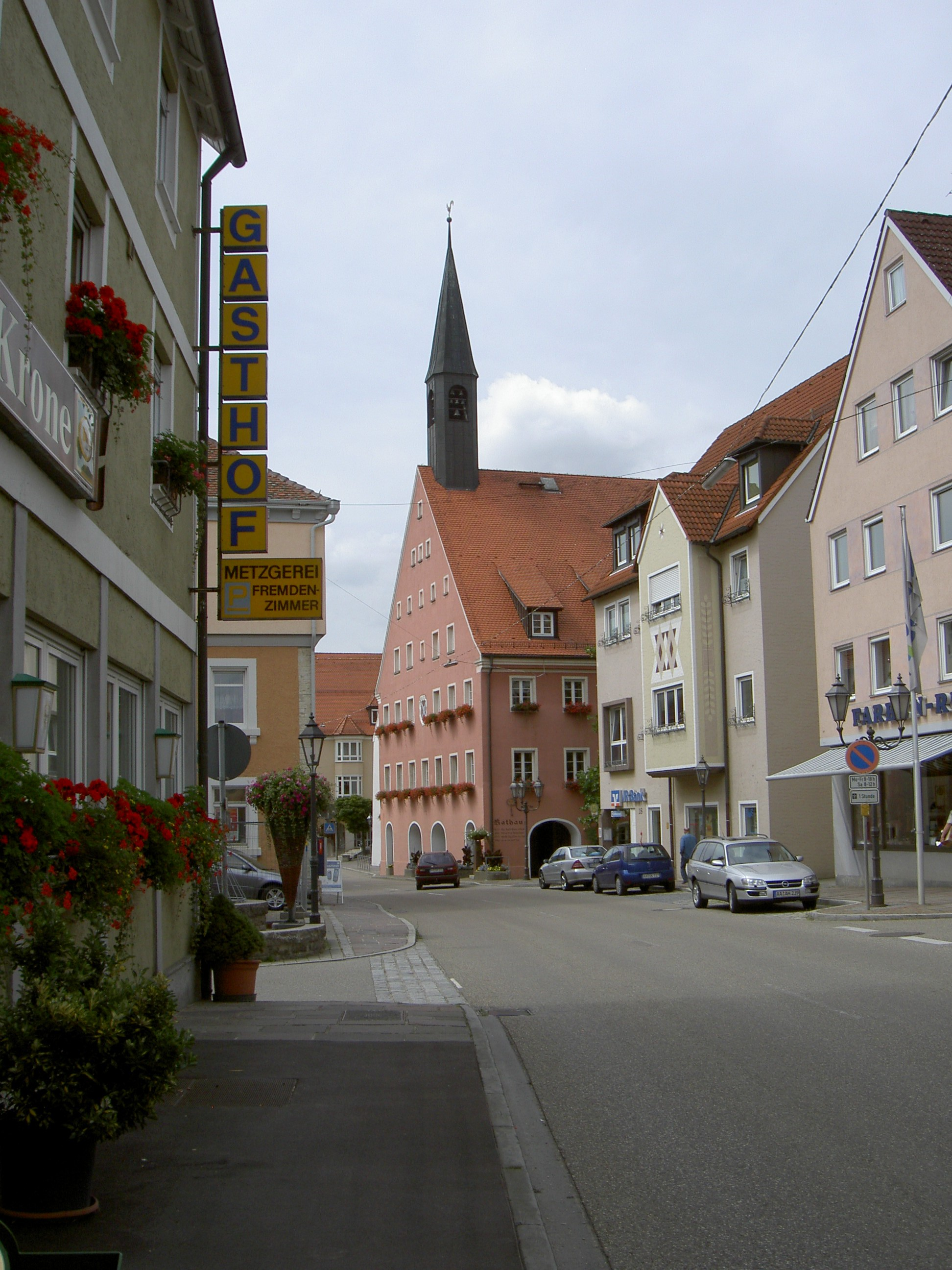
ネーレスハイムのメインストリート（ハウプト通り）と市庁舎（屋根の上に小塔をいただくピンク色の建物)

### 行政機構
市長はトーマス・ヘーフェレである。各地区は固有の地区長と地区議会を有しており、条例の定めに従って、市の意思決定プロセスに関与している。

### 議会
ネーレスハイムでは、市議会議員は地区別選挙の手順で選出される。このため議席数は、超過議席によって変動する。2014年5月25日の選挙結果に基づく議席数は16である（2009年の選挙後は 22議席であった）。市議会は、市議会議員選挙で選出されたこれらの議員と、議長を務める市長で構成されている。市長は、市議会での投票権を有している。

### 紋章
図柄: 金地と赤字に上下二分割。中央に青い小盾。上部は赤の、下部は金色で逆向きの鉄兜型図形がそれぞれ一列配されている。小盾の左右両側は、外側を向いた鉄兜型図形が上下二分割され、それぞれの地色と反対の色で塗り分けられている。さらに紋章は端から端までを貫く銀の斜め十字で覆われている。

### 姉妹都市
- シュタイナハ・アム・ブレンナー（ドイツ語版、英語版）（オーストリア、チロル州）1976年[7]
- バニャカヴァッロ（イタリア、エミリア＝ロマーニャ州）1994年[8]
- エクサン＝オト（フランス語版、英語版）（フランス、オーブ県）1996年[9]

## 経済と社会資本

### 交通
この街を連邦道 B466号線が通っている。約 10 km 離れたハイデンハイム・インターチェンジおよびアーレン・インターチェンジを経由してアウトバーン7号線に接続する。アーレン、ボプフィンゲン、ディシンゲン、ハイデンハイム・アン・デア・ブレンツ行きの路線バスがあり、これらは各市区をも結んでいる。1972年まではネーレスハイムにもヘルツフェルト鉄道（アーレン - ディリンゲン）が通っており、鉄道網と結ばれていた。

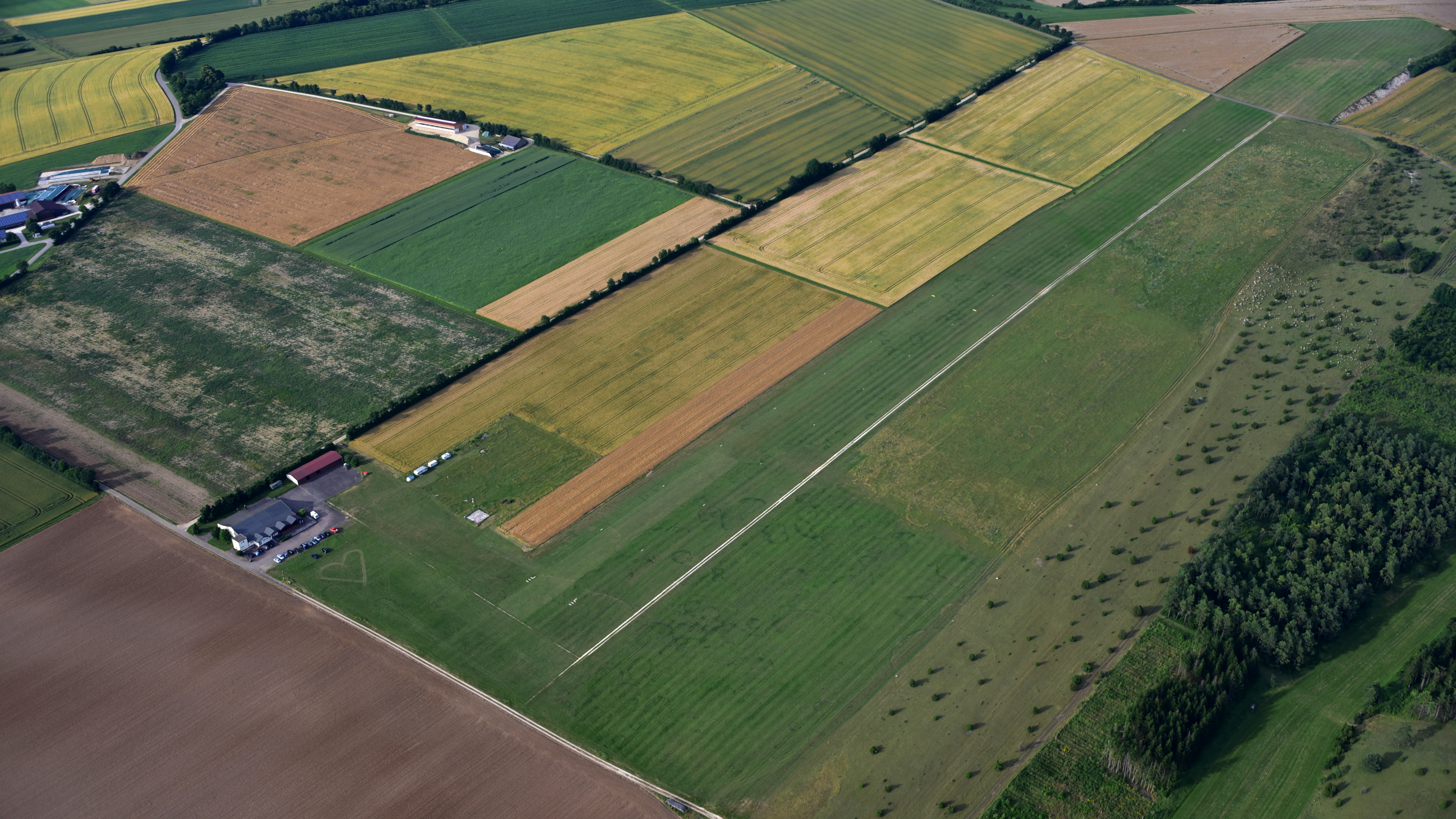
ネーレスハイムのグライダー飛行場

ネーレスハイムにはグライダー飛行場があり、エルヒンゲン地区には長さ 950 m、幅 25 m の滑走路を持つアーレン航空スポーツリングのアーレン＝ハイデンハイム飛行場がある。
ウッツメミンゲンの北西、北緯48度49分48秒 東経10度25分10秒 / 北緯48.83000度 東経10.41944度 にコールサイン NDG のラジオビーコンがある（発信周波数 375 kHz）。

### 地元企業
この街で最大の工業系企業が、ブルーノ・ヴァイサーによって1946年に設立された2つの企業、ヴァイサー・シュプーレンケルペーとヴァイサー合成樹脂加工で、合わせて約 300人の従業員を雇用している。この他に金属加工業者、手工業者、サービス業者が、ネーレスハイム中核市区と地区部の2つの工業地域に存在している。

### 司法と公共機関
ネーレスハイムには区裁判所と公証人役場がある。この裁判所はシュトゥットガルト上級地方裁判所エルヴァンゲン地方裁判所管区に属す。
本市は、カトリックのロッテンブルク＝シュトゥットガルト司教区ネーレスハイム首席司祭区の本部所在地であった。この首席司祭区は、2006年、アーレン、エルヴァンゲン、シュヴェービッシュ・グミュントの首席司祭区と統合され、オストアルプ首席司祭区を形成した。

### 教育機関
ネーレスハイムには、基礎課程学校や本課程学校の他に、実科学校や長い伝統を持つギムナジウムがある。1846年、ネーレスハイムは当時数百人程度の人口でありその後もゆっくりとした増加であったにもかかわらず、上級の官庁都市として実科学校が設立された。この学校は後に「オーバーシューレ・フュア・ユンゲン」（若者のための上級学校）と名付けられ、2006年まで上級学年を持たないプロギムナジウムで設けられ、2004年からは全課程のギムナジウムとなり、ベネディクト＝マリア＝ヴェルクマイスター＝ギムナジウムと名付けられた。生徒の対象範囲はヘルツフェルト全域である。生徒数はギムナジウム全体で約 450人で、19クラス（2008/2009年現在）に分けられている。

### SRH 専門病院
SRH 専門病院は、かつての郡立病院に由来する神経学・脳神経外科学重点病院で、重度脳障害患者（たとえば、事故や急性脳出血）の早期治療やリハビリテーションを行っている。

### 消防
ネーレスハイムの消防団は、6つの分団と1つの青年消防団で構成されている。各地区には1か所ずつ消防署が設けられている。

## 文化と見所

### 博物館

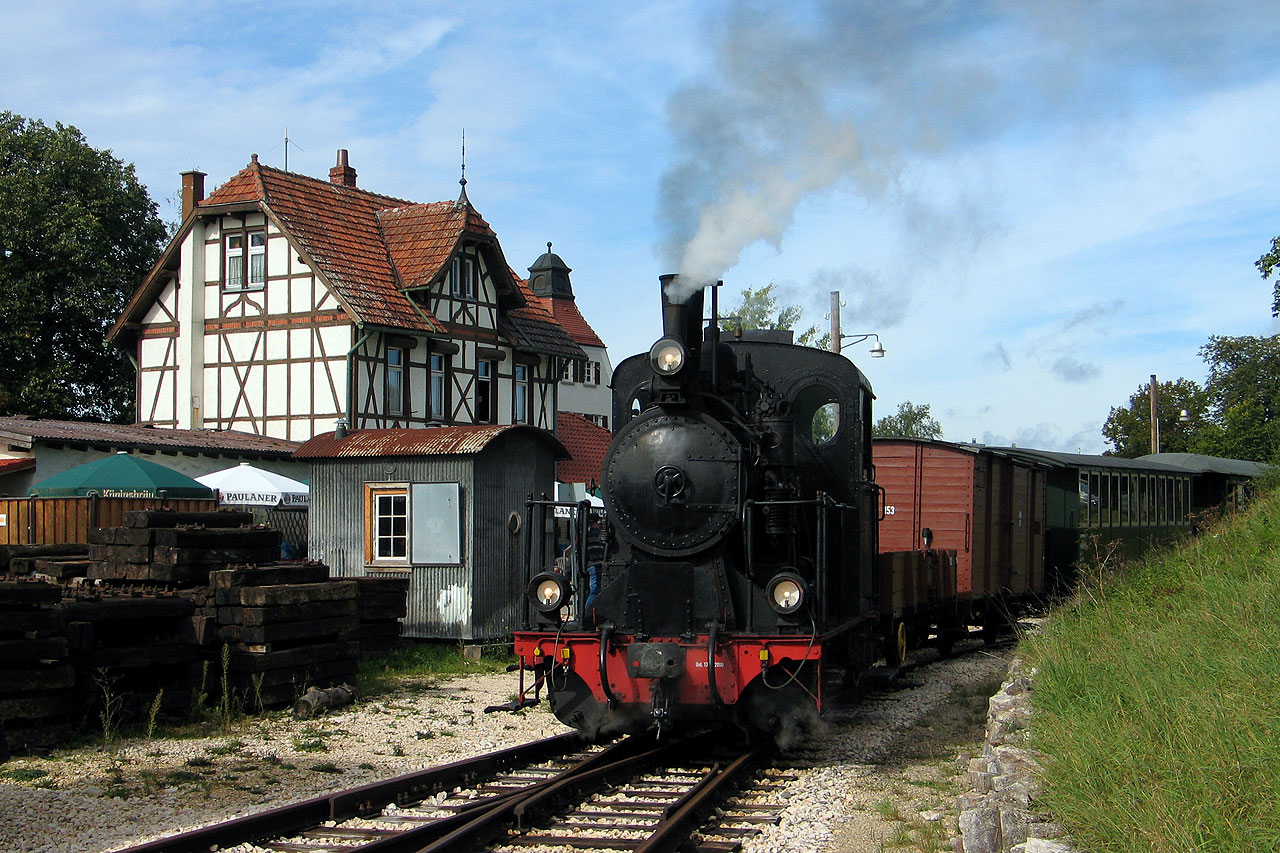
ヘルツフェルト鉄道博物館（旧駅舎）と保存鉄道

- ヘルツフェルト博物館は、ヘルツフェルトの文化的発展の概要を紹介している。
- ヘルツフェルト鉄道博物館は旧駅舎内にあり、ヘルツフェルト鉄道の歴史を展示している。
- 市庁舎は修復され、かつてのヴォールトや地下牢への通路が復元されており、見学することができる。
- マルクト通りではかつての市の泉が発掘された。エーガウ川の水源も確定されており近づくことができる。
- 墓地には、かつての市壁の一部が修復されている。

### 建築物

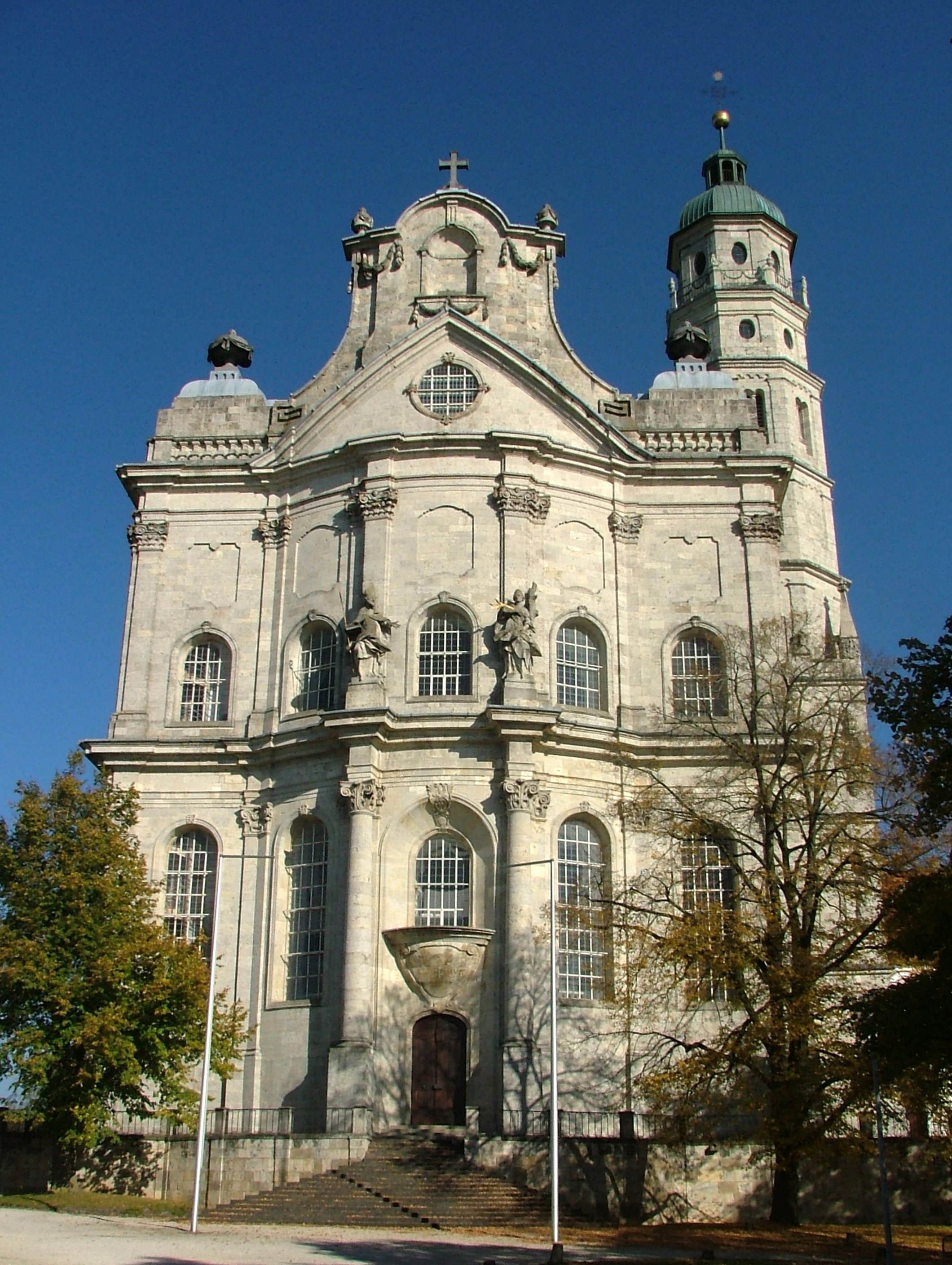
ネーレスハイム修道院の修道院教会

傑出した見所が、1095年に設立されたネーレスハイム修道院である。その修道院教会はバルタザール・ノイマンによって設計された南ドイツ最大のバロック様式のホール建築である。教会内には、チロルのシュタイナハ・アム・ブレンナー出身の教会画家マルティン・クノラーによる天井フレスコ画がある。修道院教会の主オルガンは、1792年から1797年にオットーボイレン出身のヨハン・ネポムク・ホルツハイによって製作されたものである。
この街や周辺に遺る過去の遺物としては、タクシス城、カッツェンシュタイン城、カプフェンブルク城、カルトイザータールの2つの遺構ホーホハウスとニーダーハウスがある。
中核市区以外にも、豪華なフレスコや絵画、装飾豊かな祭壇調度を有する地区の教会が存在する。ネーレスハイムで最も古い建物が代官所兼射撃隊館である。この建物は1531年の火災後に再建されたもので、現在ヘルツフェルト博物館が入居している。その隣に建つ市庁舎は建造年代が確定されていないが、1405年に文献で言及されており、遅くとも1640年には改築されている。この建物は穀物の詰め替え所（穀物市場）としても利用されていた。高い尖塔には4つの屋根裏階があり穀物倉庫として使われた。長年この建物内に礼拝室を有していた福音主義教会は、1893年に屋根の上に小さな鐘楼を設けた。その後鐘は新しい福音主義教会に移された。教会の塔内には18個の鐘で構成されるグロッケンシュピールがあり、1日3回自動、または手動で民謡の旋律を奏でている。
旧市街中心部の外側に、1600年頃に建造された旧十分の一税倉庫がある。この建物は現在私有物で、空き家となっている。不明確な保護文化財指定条件のために他の用途に転用できずにいるのである。この建物に接して、やはり保護文化財に指定されている1911年建造の旧郵便局がある。特徴的な銅葺きの尖塔屋根を持つこの建物もやはり私有物である。
- ネーレスハイム修道院全景
- マルティン・クノラーによる天井フラスコ画
- ホルツハイ・オルガン
- 旧代官所（手前の白い建物、現在はヘルツフェルト博物館）と市庁舎（奥のピンクの建物）

### 年中行事
- ヘルツフェルト鉄道の歴史的な蒸気機関車の運行
- 6月末に開催される歴史的な市祭
- ネーレスハイム修道院教会でのコンサート
- 偶数年に開催されるケージンゲン地区の大規模な謝肉祭のパレード

### スポーツ

#### スポーツ施設
ネーレスハイムには市営の屋内プール、屋外プール、体育館がある。陸上競技やサッカーには、400 m トラックやその他の設備がある競技場を利用できる。その他のスポーツ施設はクラブが所有している。ゴルフ場、テニスコート、射撃場、乗馬施設などである、中核市区以外の地区には、スポーツグラウンド、屋内/屋外プール、体育館、祝祭ホールなどを有するところもある。
ヘルツフェルト湖では、水浴、サーフィン、ボート競技が行われる。

#### サッカー
シュポルトフロインデ・ドルフメルキンゲンのサッカー部門は、ヴュルテンベルク・ランデスリーガ2部に所属している。このクラブは2000年から2003年までバーデン＝ヴュルテンベルク・オーバーリーガでプレイしていた。1998年/99年シーズンには、WFVポカールで優勝し、初めてDFBポカール本戦ラウンドへの参加資格を得た。
ケージンガー・スポーツ＝クラブ (KSC) 最大の成功がベツィルクスクラスへの昇格であった。しかし、その後再び降格した。主要な選手が退団した後は、クライスクラス B に属している。
SV ネーレスハイムは 2008年/09年シーズンにクライスリーガ A に昇格した。

#### グライダー
1954年からネーレスハイムには、市の南のフライナースロー旧練兵場に固有の滑走路と施設（ホール、宿泊施設、作業施設）をもつグライダークラブがある。

## 人物

### 出身者
- カール・ボンヘッファー（ドイツ語版）（1868年 - 1948年）精神科医、神経学者、ディートリヒ・ボンヘッファーの父親